# Pilote de Femmes de loi
Cet article présente le guide du pilote de la série télévisée Femmes de loi.
| № | # | Titre              | Réalisation        | Scénario      | Première diffusion |
| --- | - | ------------------ | ------------------ | ------------- | ------------------ |
| 1 | 1 | Justice d'une mère | Claude-Michel Rome | Benoît Valère | 22 juin 2000       |
| La Brigade criminelle accueille une nouvelle recrue, le lieutenant Marie Balaguère : malgré son brillant parcours à l'école de police, ses états de service le sont beaucoup moins. Pendant ce temps, le Dr Christine Seurat, gynécologue est retrouvée morte dans le laboratoire d'une clinique dont le directeur, marié, s'avère en réalité être son amant. Il est l'heure pour nos Femmes de loi d'enquêter pour la première fois afin de se dépêtrer de cette affaire et de tirer cette histoire au clair... |   |                    |                    |               |                    |

## Distribution
- Natacha Amal : le procureur Élisabeth Brochène
- Ingrid Chauvin : le lieutenant Marie Balaguère
- Éric Savin : le capitaine Yves Nicosserian
- Ludovic Bergery : le lieutenant Josselin Evrard
- Virginie Arnaud : le Dr Christine Seurat
- Alain Cerrer : Alexandre Perrin, greffier d'Élisabeth
- Olivia Brunaux : Séverine Millerant
- Christine Brücher : Martine Salvaing
- Thomas Jouannet : le commandant Frédéric Klein, ami et ex-amant de Marie
- Christophe Malavoy : le prof. Marc Vandermans
- Micky Sébastian : Cécile Vandermans, amie d'Élisabeth
- Michel Voïta : Simon Bartoldi, ex-mari d'Élisabeth
- Lou-Jeanne Maraval : Alice Brochène, fille d'Élisabeth
- Vania Vilers : le Dr Jean Brochène, père d'Élisabeth
- Alain Rimoux : le président Béjard
- Christophe Rouzaud : Éric Millerant
- Gilles Conseil : policier GIGN